# Chiesa di San Giovanni Battista (Genova, Quarto dei Mille)
La chiesa di San Giovanni Battista è un luogo di culto cattolico situato nel quartiere di Quarto dei Mille, in via Stefano Prasca, nel comune di Genova nella città metropolitana di Genova. La chiesa è sede della parrocchia omonima del vicariato di Quarto dell'arcidiocesi di Genova.

## Storia e descrizione

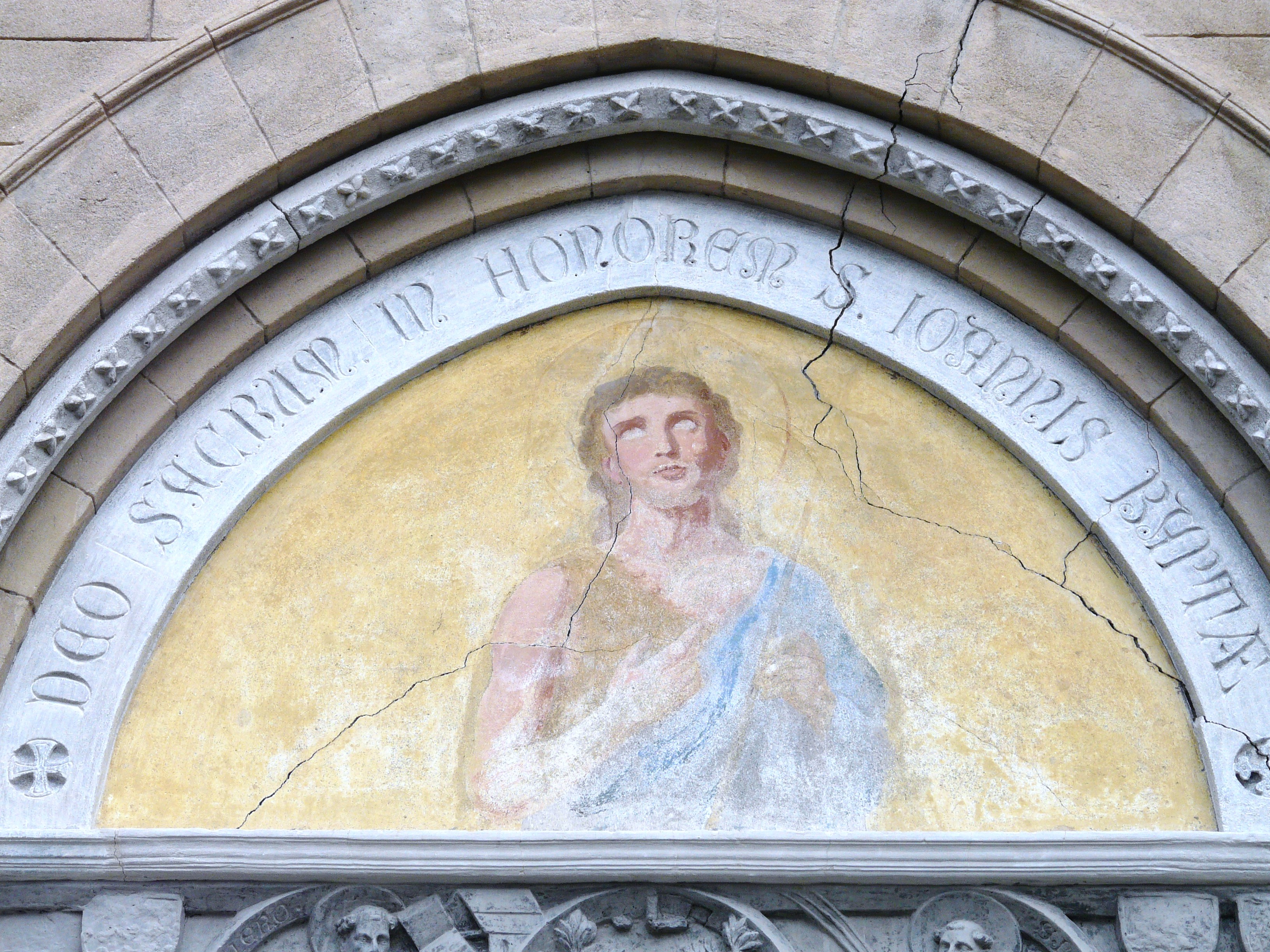
L'affresco di San Giovanni Battista nella lunetta del portale

L'edificio sorse quale succursale della chiesa plebana di San Siro di Nervi e al 1143 risale l'atto dell'arcivescovo di Genova Siro II nel quale si autorizzò l'amministrazione battesimale anche per le altre pievi di questo territorio a levante di Genova. Tra queste, pure la chiesa di San Giovanni Battista che, a partire da tale decreto, divenne pure parrocchiale di Quarto. Successive citazioni attestate della chiesa, o comunque delle proprietà parrocchiali, sono datate al 1148 relativo alla riscossione delle decime sugli ulivi e ancora al 1182 in atti testamentari a favore delle chiese di Quarto e Quinto da parte di Sibilla da Vergogno.
La parrocchia di San Giovanni Battista di Quarto, in origine, era costituita dai borghi di Priaruggia - abitata principalmente da pescatori - e dagli abitati rurali di Pontevecchio e Castagna dove fiorente era la coltivazione degli orti, della vite e degli uliveti. Una chiesa "unita" agli altri edifici di culto del levante rivierasco genovese quali la Santissima Annunziata di Sturla, Santa Maria della Castagna, San Pietro di Quinto al Mare e San Siro di Nervi disposti lungo le principali direttrici, alcune anche d'epoca romana, tra la val Bisagno, la costa, il monte Fasce.
Architettonicamente la chiesa subì molte trasformazioni strutturali legati al tempo e agli stili artistici. In epoca medievale si presentava con una struttura tipica delle coevi chiese romaniche del periodo: la facciata a capanna, il rosone centrale, piccole finestre a strombo sui fianchi. Fu dopo un incendio nel 1629 che, nell'opera di ripristino e restauro, lo stile venne stravolto con la conversione dell'edificio nei canoni architettonici del tempo, e quindi l'allungamento dell'abside, l'alzamento oltre la cornice degli archetti pensili della facciata per circa un terzo, la sostituzione del rosone con la creazione di tre finestre. Un nuovo restauro fu compiuto ancora nel 1892 e forse a quest'epoca è risalente la demolizione della fiancata lato mare e l'edificazione del nuovo portale con la raffigurazione, nella lunetta, di San Giovanni Battista; gli stessi conci della fiancata, probabilmente, furono a loro volta riutilizzati per la costruzione del campanile e della casa canonica. Tracce dello stile romanico sono, tuttavia, ancora visibili sul fianco sinistro della chiesa.
Sulla facciata sono presenti alcuni epigrafi scolpite (datate al 1292, al 1365) e antichi bassorilievi: tra questi quello dell'Annunciazione (primo quarto del Quattrocento). La struttura interna si presenta a unica navata e, grazie al giuspatronato degli Spinola che ne sovvenzionarono il rinnovamento, decorato in stile barocco.
Tra le opere pittoriche il dipinto Omaggio di potenti della terra a Gesù Bambino, opera cinque-seicentesca di Gian Battista Castello presso l'altare di Santa Brigida; la Madonna della Misericordia, del Settecento ma di ignoto pittore, presso il secondo altare; l'Assunta e la Madonna del Rosario negli altri altari, opere novecentesche di Carlo Orgero di Sampierdarena. Tra le statue la Madonna del Rosario, databile al XIX secolo e presso l'omonimo altare; la Madonna della Guardia e il San Giovanni Battista dello scultore rapallese Antonio Canepa, del 1918. Datato al 1936 è l'affresco di Pietro Arzuffi raffigurante San Giovanni Battista che indica il Messia.
Al Settecento è databile il coro dietro l'altare maggiore.

## Curiosità
In questa chiesa la mattina del 26 luglio 1962 furono celebrate le nozze tra il cantautore genovese Fabrizio De Andrè e la contessina Enrichetta Rignon. La cerimonia fu officiata da Don Erasmo Sanguinetti, Arciprete di Quarto.